# Estação RioCentro
A Estação RioCentro é uma estação do BRT TransOlímpica no bairro de Jacarepaguá, no município do Rio de Janeiro.